# T'Kout
T'Kout (en amazic: Tkukt o Kukt o ⵝⴾⵓⴾⵝ) és una ciutat i comuna algeriana de la wilaya de Batna, situada al massís d'Aurés, a 95 km  al sud-est de Batna i 71 km al nord-oest de Biskra, al nord-est d'Algèria.

## Geografia
El territori del poble de T'Kout està situat al sud-est de la wilaya de Batna, a 8 km al nord-est de Ghassira. A l'est de T'kout, s'alça el Jebel Ahmar Khaddou. La ciutat es troba en un altiplà que té una altitud de 1.200 m, sobre la vall de l'oued Abiod (Ighzir Amellal a Chaoui).
L'antic poble (dechra) de T'kout, envoltat d'horts, s'enfila sobre un penyal. El poble modern se'n troba a baix, amb vistes a la vall del Wadi Channaoura, a prop del bosc de Beni Melloul (Ath M'loul), un afluent del Wadi Abiod. El clima n'és quasi desèrtic, amb hiverns freds i estius calorosos.

### Localitats del municipi
La comuna de T'Kout, la formen 16 pobles:
- Aïn Beïda
- Akriche
- Beledjeraf
- Boucetta
- Chenaoura
- Djarlah
- El Hara
- Hambla
- Laanassar
- Laksar
- Lamkalibs
- T'Kout
- Tabardia
- Taghit
- Tiguezza
- Tizribine

### Canals de comunicació
Situada en una regió muntanyosa molt aïllada, T'kout està connectada amb la carretera nacional 87 (Batna-Biskra per la vall d'Abiod) per la carretera wilaya núm. 5 (entre el poble de Chenaoura i Tifelfel, a la comuna de Ghassira); està connectada per una carretera comunal amb el poble de Sidi Ali a la comuna de Kimmel), al vessant oriental d'Ahmar Khaddou.

## Història

### El període de colonització francesa

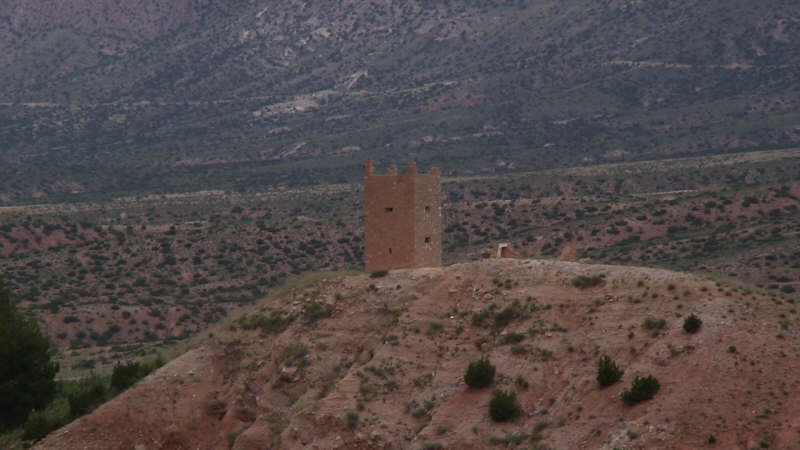
Torre de l'època de dominació francesa

Des de finals del segle XIX, el territori de T'Kout forma part de la comuna mixta de l'Aurés, la capital de la qual és Arris.
Entre el 1917 i el 1921, un rebel anomenat Ug Zelmad (o Ben Zelmat) es va alçar contra l'administració colonial francesa i els seus col·laboradors. És un dels més famosos "roders d'honor" de l'Aurés. Se'l considerava, per la societat rural de l'Aurés, com un “vigilant d'esperit cavalleresc". Les cançons populars expliquen les seues gestes, tot i que no arribà a ser un heroi nacional.

### Guerra d'Algèria
A mitjanit, l'1 de novembre del 1954, començà la guerra, en concret al gorg de Tighanimin, no massa lluny de T'kout. Del 1954 al 1962, van matar a Arris 386 militants sobiranistes durant la guerra.
La batalla de Djarallah (1959)
És una de les batalles més importants lliurades a l'Aurés durant la guerra. Els combatents de l'ALN havien estat localitzats per l'exèrcit colonial francés al poble de Djarallah. Es va posar en marxa una operació per assetjar la ciutat de T'Kout, amb tres mil soldats francesos de les casernes de Khenchela, Batna, Biskra, Arris i Teleghma, setze helicòpters de combat, vehicles blindats i semierugues, intentant bloquejar la informació amb ajuda dels dechras circumdants i per atacar els maquis algerians per sorpresa.
Aconseguiran preparar-hi una resposta, dirigida pel cap de la katiba, Medouri Belgacem, i pel seu adjunt Nedjahi Brahim i els resistents Othmani Mohamed, Chatri Belgacem, Béchina Berrahail i Faiza Ali, elements de Zéllatou i Ghwassir coneguts amb el nom ètnic de Beni Bousliman (Ayth Bousliman). Els combatents de l'ALN se situaren estratègicament als indrets més inaccessibles del barranc de Djarallah amb metralladores.
Els vehicles blindats de l'exèrcit francés no podien arribar pas a aquest punt pel terreny escarpat de la zona, però els helicòpters bombardejaren la ciutat de Djarallah amb napalm i bombes durant tot un dia.
Cap a la mitjanit, dos katibates hi arribaren de reforç i infligiren pèrdues considerables a l'exèrcit francés: el balanç en fou de cent cinquanta soldats morts i ferits al costat francés i uns deu al costat de l'ALN.

### Algèria independent

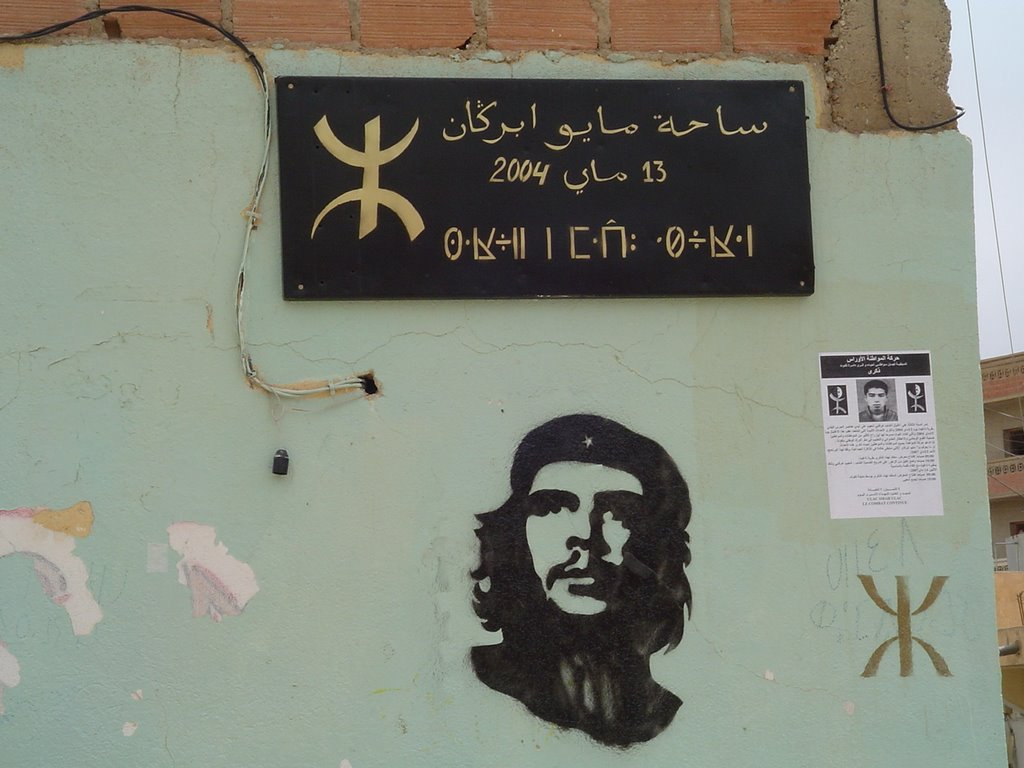
La plaça del maig negre de chaoui «maiu aberkan» (la data és la del dia de la mort d'Argabi Chouaïb)

Els pobles de T'kout i Taghit van viure avalots l'any 2004 després de la mort d'Argabi Chouaïb, de 19 anys, assassinat a trets per la guàrdia comunal. Aquests aldarulls van ser seguits de molts judicis que van portar a condemnes de presó contra una trentena de joves, principalment de T'kout.
El Ministeri de Defensa Nacional algerià començà un procediment judicial després de la publicació dels testimonis de joves de T'kout que afirmaven haver estat torturats després de ser detinguts. El director del diari Le Matin i la periodista Abla Chérif, autora d'un article que incriminava gendarmes en pràctiques per tortures, foren acusats de difamació i menyspreu a una institució oficial.

## Toponímia
Segons M. Joleaud, T'kout (en amazic: Tkoukth) és una paraula d'origen libi que designa un poble o un castell fortificat, construït sobre un pujol. La T inicial és un prefix amazic per a topònims i l'arrel KK, ha format molts noms de llocs, com ara Ras Takkouk o Koukou, a Cabília que tenen la mateixa arrel.
Tkout és un mot amazic que significa 'la perla'.

## Població
La comuna de T'Kout es troba al territori d'Ayt Bouslimane. La població es distribueix en tres pobles.

### Piràmide d'edat
| Homes | Edats        | Dones |
| ----- | ------------ | ----- |
| 0,61  | 80 anys i +  | 0,85  |
| 1,22  | 70 a 79 anys | 1,64  |
| 2,55  | 60 a 69 anys | 2,32  |
| 3,30  | 50 a 59 anys | 3,27  |
| 4,35  | 40 a 44 anys | 4,72  |
| 7,84  | 30 a 39 anys | 7,58  |
| 11,45 | 20 a 29 anys | 10,40 |
| 9,75  | 10 a 19 anys | 9,43  |
| 9,57  | 0 a 9 anys   | 9,12  |
| 0,00  | nd           | 0,02  |

| Homes | Edats        | Dones |
| ----- | ------------ | ----- |
| 0,49  | 80 anys i +  | 0,48  |
| 1,21  | 70 a 79 anys | 1,23  |
| 1,77  | 60 a 69 anys | 1,8   |
| 3,43  | 50 a 59 anys | 3,37  |
| 5,04  | 40 a 49 anys | 5,25  |
| 6,80  | 30 a 39 anys | 6,88  |
| 10,74 | 20 a 29 anys | 10,39 |
| 11,29 | 10 a 19 anys | 10,84 |
| 9,69  | 0 a 9 anys   | 9,25  |
| 0,02  | nd           | 0,03  |

### Evolució demogràfica
| 1966   | 1977   | 1984   | 1998   | 2008   |
| ------ | ------ | ------ | ------ | ------ |
| 12 108 | 14 527 | 18 000 | 10 629 | 11 161 |

### Educació
La comuna de T'Kout té escoles primàries, i una escola secundària anomenada en honor al comandant Boucetta Mustapha.

## Economia
Els joves de la comuna han invertit massivament en la professió de talla de gres, i treballen en els llocs de construcció dispersos per les ciutats d'Algèria. Els darrers anys, la silicosi s'ha generalitzat entre els picapedrers i ha causat molts morts.
L'extracció d'oli d'oliva a la comuna és una tradició que existeix des de fa mil·lennis. Alguns pagesos extrauen l'oli amb una tècnica tradicional (els fruits es posen en un pou i es trituren amb una gran pedra circular, que manipula una persona).

## Patrimoni

### Festes

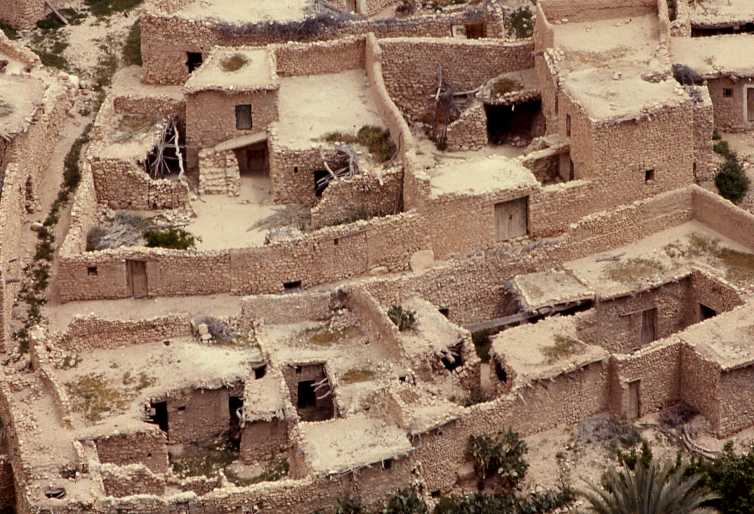
Cases de Ghoufi

A la comuna se celebren festes amazics, en particular el Yennayer (l'any nou amazic) i el Thamghra n'tmenzouth ('festa de la tardor'); aquest festival es fa cada 25 d'agost, segons el calendari amazic. Els llauradors ofereixen els seus fruits al llarg de l'Oued Ighzr Amelal, o Abiod, i en altres zones de l'Aurés.
la Festa d'Achoura és una festa popular de la zona amb símbols manllevats de cultes pagans, que té una posada en escena al voltant d'una dona anomenada Mariama, el personatge central del joc que provoca la temptació entre els hòmens. Un home ha d'intentar segrestar-la, però serà castigat físicament pels soldats obedients de la Mariama (un camell, un mico i un lleó), si no paga la multa. L'espectacle té acompanyament musical.

### Cultes
L'antiga Mesquita de Sidi Abdessellam, construïda a la primeria dels 1500, està classificada com a Monument protegit dels períodes medieval i otomà, pel Ministeri de Cultura d'Algèria.

### Patrimoni mediambiental

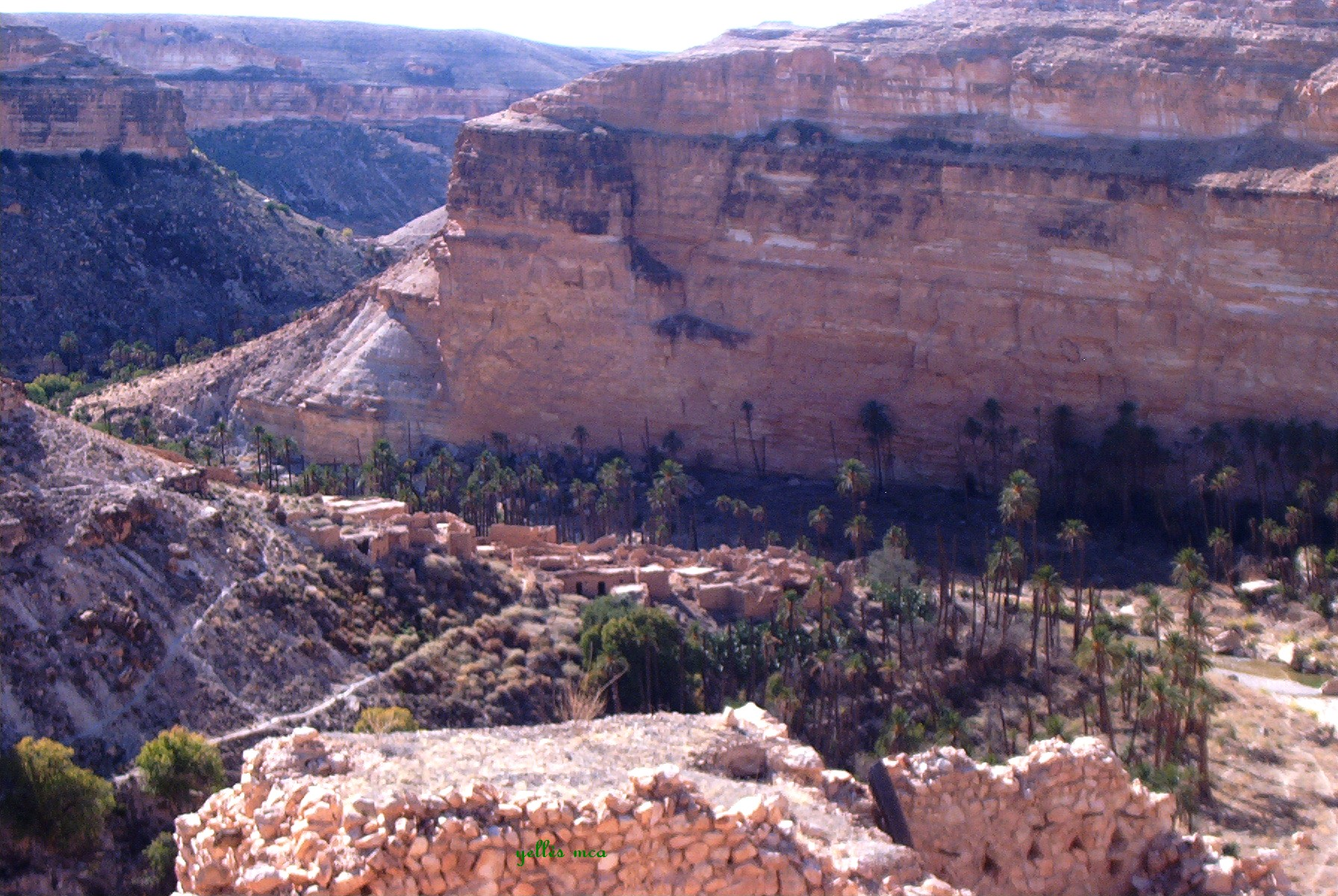
Balcons de Ghoufi

El riu Ighzir Amellal (o Abiod), que travessa el territori de la comuna de T'Kout, ha format una llarga gorja, una part de la qual es coneix com els Balcons de Ghoufi o de Rhoufi, i té una alçada d'entre 500 i 1.200 metres.
Petits pobles, com ara el poble de Ghoufi i algunes cases troglodites es van construir a les vores de la gorja. Les cases que s'aferren al vessant del congost s'anomenen dechra i les construïdes a la vora del riu mechta.

### Activitats artístiques i culturals

#### Teatre i cinema

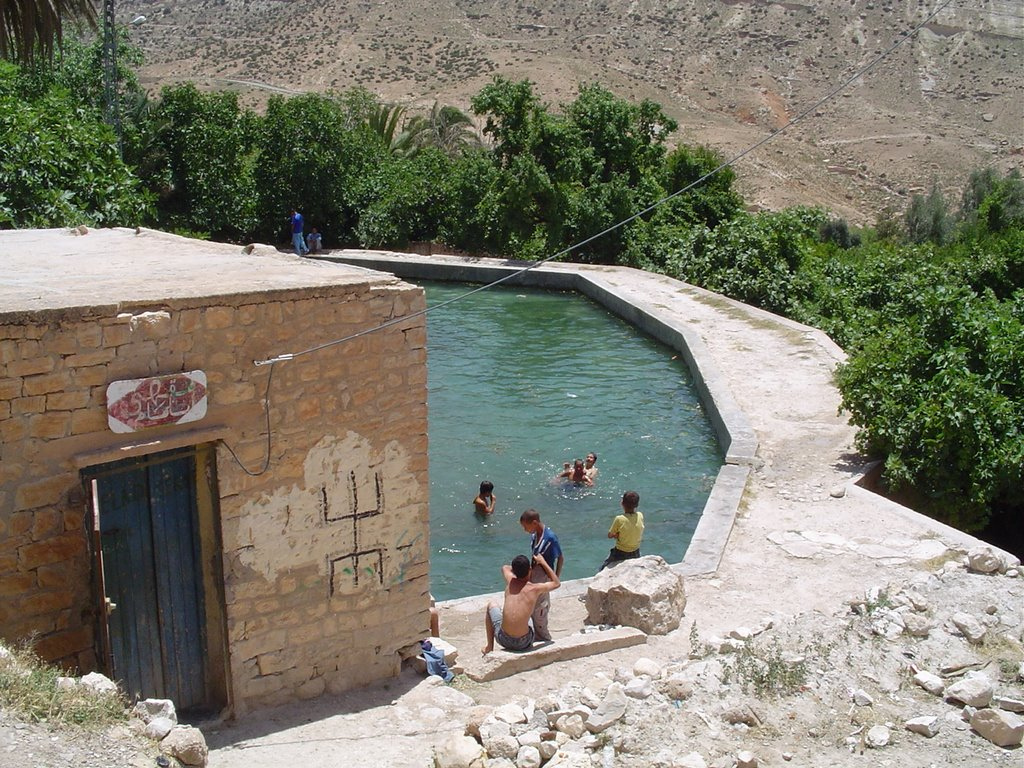
Bassa d'aigua, que serveix de piscina

El 2007 es va rodar la pel·lícula Masquerades de Lyes Salem als Balcons de Ghoufi.
Loucham ('Tatuatge') és una obra de teatre emesa al Canal Algèria en homenatge als picapedrers de T'kout víctimes de silicosi, produïda per Mahii Eddin Bouzid i el Teatre regional de Batna.

#### Música
La música de T'Kout és d'expressió chaoui (shawiya). Molts artistes de talla nacional i internacional són de la comuna, com ara Dihya i el seu marit Messaoud Nedjahi, escriptor, compositor i intèrpret; i Ishem Boumaraf, antic membre del grup Tafert.
Alguns artistes han homenatjat la ciutat de T'Kout, i en destaca el disc homònim de la ciutat, escrit i cantat per Massinissa i l'àlbum del grup de música metal, Numidas, també anomenat T'Kout.

## Personalitats vinculades a T'Kout
- Dihya, cantant de música chaoui del poble de Taghit, de T'Kout.
- Messaoud Nedjahi, escriptor, compositor i intèrpret nadiu de T'Kout.
- Rokia Masmoudi, activista de l'ALN, nascuda l'any 1926 a la comuna de T'Kout.[25]
- Nathalie Étienne-Bergeaud, nascuda el 21 de gener del 1962 a T'Kout, és una jugadora de bàsquet internacional.
- Ug Zelmad, roder d'honor.
- Salim Yezza, activista algerià pels drets humans i per la causa amazic a Algèria.